# Giuseppe Brescia (politico 1952)
Giuseppe Brescia (Melfi, 29 marzo 1952) è un politico italiano.

## Biografia
Sindaco di Melfi nel 1988 e poi nuovamente dal 1993 al 1997, è stato eletto due volte parlamentare della Repubblica: nel 1987 col PCI alla Camera e poi nel 1992 col PDS al Senato.